# Liste der Baudenkmale in Natendorf
In der Liste der Baudenkmale in Natendorf sind alle Baudenkmale der niedersächsischen Gemeinde Natendorf aufgelistet.  Die Quelle der IDs und der Beschreibungen ist der Denkmalatlas Niedersachsen. Der Stand der Liste ist der 11. November 2021.

## Allgemein
In den Spalten befinden sich folgende Informationen:
- Lage: die Adresse des Baudenkmales und die geographischen Koordinaten. Kartenansicht, um Koordinaten zu setzen. In der Kartenansicht sind Baudenkmale ohne Koordinaten mit einem roten Marker dargestellt und können in der Karte gesetzt werden. Baudenkmale ohne Bild sind mit einem blauen Marker gekennzeichnet, Baudenkmale mit Bild mit einem grünen Marker.
- Bezeichnung: Bezeichnung des Baudenkmales
- Beschreibung: die Beschreibung des Baudenkmales. Unter § 3 Abs. 2 NDSchG werden Einzeldenkmale und unter § 3 Abs. 3 NDSchG Gruppen baulicher Anlagen und deren Bestandteile ausgewiesen.
- ID: die Objekt-ID des Baudenkmales
- Bild: ein Bild des Baudenkmales, ggf. zusätzlich mit einem Link zu weiteren Fotos des Baudenkmals im Medienarchiv Wikimedia Commons. Wenn man auf das Kamerasymbol klickt, können Fotos zu Baudenkmalen aus dieser Liste hochgeladen werden:

## Natendorf

### Gruppe baulicher Anlagen in Natendorf
| Lage                                                  | Bezeichnung                       | Beschreibung | ID       | Bild |
| ----------------------------------------------------- | --------------------------------- | --- | -------- | ---- |
| August-Möller-Straße 4, 6 53° 4′ 47″ N, 10° 28′ 26″ O | Arbeiterwohnhaus mit Nebengebäude | Kleine Siedlung aus zwei traufständigen, parallel gestellten Arbeiter-Reihenhäusern mit dazwischenliegendem Stallgebäude. Um 1870 am Ostrand des Dorfes durch das östlich gelegene Gut Golste in gleicher Gestaltung wie entsprechende Gutsgebäude errichtet. | 31080020 | BW   |
| Golster Straße 1 53° 4′ 50″ N, 10° 27′ 54″ O          | Hofanlage Meierhof                | Seit dem Mittelalter nachweisbarer Meierhof auf großem Grundstück am westlichen Ortsrand südlich der Kirche. Gelände von der westlich gelegenen Straße nach Wessenstedt zur Nathe-Niederung hin deutlich abfallend. Umfangreicher Gebäudebestand aus zwei Scheunen an der Zufahrt von Westen, einer weiteren Scheune an der Zufahrt von Nordosten und einem langgestreckten Hauptgebäude in der Mitte, das mit kleineren Nebengebäuden im Süden ein offenes Hofgeviert einfasst. Teils mit Feldsteinen gepflasterter und mit Bäumen bestandener Hofplatz. | 31080554 | BW   |

### Einzeldenkmale in Natendorf
| Lage                                               | Bezeichnung               | Beschreibung | ID       | Bild           |
| -------------------------------------------------- | ------------------------- | --- | -------- | -------------- |
| August-Möller-Straße 4 53° 4′ 47″ N, 10° 28′ 27″ O | Wohnhaus                  | Traufständiger langgestreckter eingeschossiger gelber Sichtbacksteinbau mit roten Backsteingliederungen unter ziegelgedecktem Satteldach. Von der Straße zurückgesetzt in dritter Reihe. | 31091825 | BW             |
| August-Möller-Straße 4 53° 4′ 47″ N, 10° 28′ 26″ O | Stall                     | Eingeschossiger gelber Sichtbacksteinbau mit roten Backsteingliederungen unter Satteldach, traufständig parallel zwischen den beiden Wohnhäusern stehend. Toilettenanbau am Giebel. | 31093176 | BW             |
| August-Möller-Straße 6 53° 4′ 48″ N, 10° 28′ 25″ O | Wohnhaus                  | Traufständiger langgestreckter eingeschossiger gelber Sichtbacksteinbau mit roten Backsteingliederungen unter ziegelgedecktem Satteldach. | 31091845 | BW             |
| Brüggkamp 7 53° 4′ 43″ N, 10° 28′ 4″ O             | Wohnhaus                  | Eingeschossiger, von der Straße zurückgesetzt freistehender, verputzter Massivbau unter Walmdach, verschiedene Risalite. Überdachte Veranda mit Treppe. Um 1910. | 31091865 | BW             |
| Golster Straße 53° 4′ 51″ N, 10° 27′ 56″ O         | Kirche                    | Die Kirche zu Natendorf prägt mit der auffälligen Dachhaube ihres Westturms das Ortsbild Natendorfs. Das Kirchenschiff wurde in den Jahren 1789 bis 1791 erbaut und 1905 um einen Westturm erweitert. | 31091882 | Weitere Bilder |
| Golster Straße 1 53° 4′ 50″ N, 10° 27′ 57″ O       | Scheune                   | Freistehender Bohlenständerbau im nordöstlichen Teil des Hofes neben der Kirche, unter blechgedecktem Halbwalmdach. Geschnitzte Knaggen unter den Ankerbalkenköpfen. Außenwände durch senkrechte gespundete Eichenbohlen geschlossen. | 31092420 | BW             |
| Golster Straße 1 53° 4′ 49″ N, 10° 27′ 54″ O       | Wohn- /Wirtschaftsgebäude | Langgestreckter Fachwerkbau mit Backsteinausfachung unter Halbwalmdach. Älterer Kernbau, 1836 im Wirtschaftsteil durch Verlängerung nach Westen in Zweiständerbauweise sowie 1923 im Wohnteil nach Osten erweitert. Inschrift am Dielentorsturz, mit Datierung "[...] 1836". | 31091902 | BW             |
| Golster Straße 1 53° 4′ 49″ N, 10° 27′ 52″ O       | Scheune                   | Traufständiger Fachwerkbau an der nordwestlichen Grundstücksgrenze mit Backsteinausfachung auf Feldstein- und Backsteinsockel unter blechgedecktem Satteldach. Giebeldreieck im Bereich des ehemaligen Halbwalms verbrettert. Eine Ländurchfahrt. Errichtet in der Zweiten Hälfte des 19. Jahrhunderts. 1919 an der Ostseite erweitert durch Fachwerk-Anbau mit Backsteinausfachung unter quergerichtetem Satteldach. | 31092318 | BW             |
| Golster Straße 1 53° 4′ 49″ N, 10° 27′ 52″ O       | Scheune                   | Traufständiger Fachwerkbau an der nordwestlichen Grundstücksgrenze mit Backsteinausfachung auf Feldstein- und Backsteinsockel unter blechgedecktem Satteldach. Giebeldreieck im Bereich des ehemaligen Halbwalms verbrettert. Eine Ländurchfahrt. Errichtet in der Zweiten Hälfte des 19. Jahrhunderts. 1919 an der Ostseite erweitert durch Fachwerk-Anbau mit Backsteinausfachung unter quergerichtetem Satteldach. | 31092318 | BW             |
| Golster Straße 1 53° 4′ 48″ N, 10° 27′ 50″ O       | Scheune                   | Fachwerkbau in der Südwestecke der Hofanlage, mit Backsteinausfachung unter blechgedecktem Satteldach. Giebeldreieck im Bereich eines früheren Walms verbrettert. Zwei Längsdurchfahrten. | 31092462 | BW             |
| Golster Straße 1 53° 4′ 48″ N, 10° 27′ 51″ O       | Stall                     | Langgestreckter eingeschossiger Fachwerkbau an der südlichen Grundstücksgrenze, mit Backsteinausfachung und unter ziegelgedecktem Satteldach. Zweigeschossiger Bauteil im Westen unter quer ausgerichtetem Satteldach mit großem Giebelüberstand, mit Freitreppe an der Nordseite. | 31092484 | BW             |
| Golster Straße 1 53° 4′ 47″ N, 10° 27′ 53″ O       | Heuerhaus                 | Kleines Fachwerkhaus mit Backsteinausfachung auf hohem Feldsteinsockel und unter ziegelgedecktem Halbwalmdach. Teilweise unterkellert. | 31092442 | BW             |
| Golster Straße 1 53° 4′ 47″ N, 10° 27′ 53″ O       | Speicher                  | Anderthalbgeschossiger Wandständer-Fachwerkbau unter Satteldach mit Drempel. Ausfachungen in Backstein, teils erneuert. Außentreppe an der nördlichen Giebelseite. Inschrift an den Türstürzen an der westlichen Traufseite, mit Datierung "ANNO 1799". Mehrmals auf dem Grundstück umgesetzt. | 31092398 | BW             |
| Golster Straße 15 53° 4′ 47″ N, 10° 28′ 9″ O       | Wohn- /Wirtschaftsgebäude | Freistehender traufständiger Vierständer-Fachwerkbau mit Backsteinausfachung und Vorschauer unter Halbwalmdach in Ziegeldeckung. Dreiachsiges Zwerchhaus an der Straßenseite. Inschriftliche Datierung mit Hinweis auf vorheriges Brandereignis am Dielentor. | 31092036 | BW             |
| Golster Straße 21 53° 4′ 47″ N, 10° 28′ 19″ O      | Wohn- /Wirtschaftsgebäude | Giebelständiges Zweiständer-Fachwerkhaus mit Backsteinausfachung unter einseitig über dem Wirtschaftsgiebel abgewalmtem, ziegelgedeckten Satteldach. Ursprünglich auch über dem Wohnteil Halbwalm, Südgiebel ohne Walm massiv ersetzt. Inschrift am Dielentorsturz, mit Datierung "ANNO 1787". | 31092099 | BW             |
| Golster Straße 21 53° 4′ 47″ N, 10° 28′ 18″ O      | Scheune                   | Traufständiges Fachwerkgebäude an der nördlichen Grundstücksgrenze, mit Backsteinausfachung und unter Halbwalmdach. Außermittige Längseinfahrt. | 31092884 | BW             |
| Golster Straße 22 53° 4′ 48″ N, 10° 28′ 12″ O      | Scheune                   | Freistehender traufständiger Fachwerkbau, teils mit Backsteinausfachung, teils mit Lehmstakung, unter ziegelgedecktem Halbwalmdach. Außermittige Längsdurchfahrt. Jüngerer Anbau an der nördlichen Traufseite. | 31092117 | BW             |

## Gut Golste

### Gruppe baulicher Anlagen in Gut Golste
| Lage                            | Bezeichnung                                | Beschreibung | ID       | Bild |
| ------------------------------- | ------------------------------------------ | --- | -------- | ---- |
| Gut 53° 4′ 42″ N, 10° 29′ 12″ O | Hofanlage mit Zufahrtsallee und Baumgruppe | Das Gut Golste wurde 1870 gegründet. Es befindet sich etwa ein Kilometer östlich von Natendorf an der Straße nach Bad Bevensen. Das Gut liegt südlich der Straße. Das Herrenhaus wurde 1911 im klassizistischen Stil erbaut. Der Architekt war W. Matthies. | 31080051 | BW   |

### Einzeldenkmale in Gut Golste
| Lage                                   | Bezeichnung  | Beschreibung | ID       | Bild |
| -------------------------------------- | ------------ | --- | -------- | ---- |
| Gut Golste 53° 4′ 44″ N, 10° 29′ 12″ O | Herrenhaus   | Freistehender zweigeschossiger Putzbau unter ziegelgedecktem Walmdach mit eingeschossigem verputzten Anbau unter ziegelgedecktem Mansarddach an der Nordostseite. Neoklassizistische Stilelemente.                                                                                                | 31092504 | BW   |
| Gut Golste 53° 4′ 43″ N, 10° 29′ 14″ O | Wohnhaus     | Freistehender eingeschossiger Sichtbacksteinbau auf hohem Naturstein-Kellersockel unter ziegelgedecktem Satteldach mit Giebelüberstand mit Freigespärre. Bauzeitlich ausgebautes Dachgeschoss. Mittelrisalit mit Haupteingangstür am Westgiebel.                                                  | 31092916 | BW   |
| Gut Golste 53° 4′ 41″ N, 10° 29′ 14″ O | Scheune      | Langgestreckter, mit Dachziegeln verkleideter Fachwerkbau mit Backsteinausfachung unter ziegelgedecktem Satteldach. Schornsteinähnliche Lüftungsöffnungen auf dem Dachfirst. Zwei unterschiedliche, jüngere Anbauten an der Westseite, in Fachwerk unter Pultdach sowie massiv unter Schleppdach. | 31092996 | BW   |
| Gut Golste 53° 4′ 42″ N, 10° 29′ 13″ O | Stall        | Langgestreckter eingeschossiger Sichtbacksteinbau auf Putzsockel unter ziegelgedecktem Satteldach. Freistehend östlich des Hofplatzes. Inschriftliche Datierung "1867" auf der Wetterfahne. | 31093093 | BW   |
| Gut Golste 53° 4′ 41″ N, 10° 29′ 11″ O | Stallscheune | Hoher Sichtbacksteinbau auf Sandsteinsockel unter ziegelgedecktem, an der nördlichen Traufseite zum Hof hin auskragendem Satteldach. Gelbes Backsteinmauerwerk mit Gliederungselementen in rotem Backstein, Fensterbänke aus Sandstein.                                                           | 40353415 | BW   |
| Gut Golste 53° 4′ 42″ N, 10° 29′ 10″ O | Wohnhaus     | Zweigeschossiges Backsteingebäude mit verbrettertem Obergeschoß unter ziegelgedecktem Walmdach. Nördlich an Remise anschließend westlich des Hofplatzes gelegen. | 31091660 | BW   |
| Gut Golste 53° 4′ 41″ N, 10° 29′ 10″ O | Remise       | Langgestreckter eingeschossiger Bau unter ziegelgedecktem Satteldach mit zwei Zwerchhäusern mit Ladeluken in der östlichen Dachfläche. Südliche Hälfte in gelbem Sichtbackstein mit Gliederungselementen in rotem Backstein, nördliche Hälfte als offene Remise.                                  | 49707188 | BW   |
| Gut Golste 53° 4′ 40″ N, 10° 29′ 9″ O  | Wohnhaus     | Freistehender eingeschossiger Sichtbacksteinbau südwestlich des Hofgevierts, auf Putzsockel unter ziegelgedecktem Satteldach. Gelber Backstein, Gliederungselemente in rotem Backstein. Bauzeitlicher Anbau unter Pultdach am Westgiebel.                                                         | 31092836 | BW   |
| Gut Golste 53° 4′ 47″ N, 10° 29′ 9″ O  | Allee        | Von der Straße Natendorf-Seedorf in gerader Linie nach Süden auf die Nordwestecke des Gutshofes zulaufende Lindenallee. Mit Feldsteinen gepflasterter Weg mit Graderprofil und begleitendem unbefestigten Sommerweg. Zusammen mit dem Gut 1870 angelegt.                                          | 31092766 | BW   |

## Haarstorf

### Einzeldenkmale in Haarstorf
| Lage                                          | Bezeichnung                            | Beschreibung | ID                              | Bild |
| --------------------------------------------- | -------------------------------------- | --- | ------------------------------- | ---- |
| Nr. 3 53° 4′ 18″ N, 10° 26′ 45″ O             | Wohnhaus                               | Eineinhalbgeschossiger Fachwerkbau unter Walmdach in Doppelmuldenfalzziegeldeckung. Allseitig vorhandene Zwerchhäuser und Erker. Hofseitige Erschließung über offene Eingangsveranda unter reisalitartig hervortretendem Zwerchhaus, mit Freitreppe. 1904. | 31091680                        | BW   |
| Posterholungsheim 53° 4′ 15″ N, 10° 26′ 39″ O | ehem. Posterholungsheim mit Parkanlage | Zweigeschossiger neoklassizistischer Putzbau auf Kellersockel unter flachem Walmdach mit Pappdeckung, freistehend in der Mitte eines parkartig gestalteten Grundstücks. Ostseite mit dreiachsigem Mittelrisalit und vorgesetztem Portikus, Südseite mit Standerker im Erdgeschoss, Westseite mit zwei Eckrisaliten. Erbaut 1921 als Villa des Besitzers des benachbarten Hofs Nr. 3, Meyer, ab 1942 bis um 1990 als Posterholungsheim genutzt. | 31093141/1/-/ 31091698 31093141 | BW   |

## Hohenbünstorf

### Einzeldenkmale in Hohenbünstorf
| Lage                               | Bezeichnung               | Beschreibung | ID       | Bild |
| ---------------------------------- | ------------------------- | --- | -------- | ---- |
| Nr. 4 53° 3′ 27″ N, 10° 29′ 1″ O   | Scheune                   | Traufständiges Fachwerkgebäude in Ecklage mit Backsteinausfachung, auf Backsteinsockel und unter Halbwalmdach. Seitliche Längsdurchfahrt. Inschrift mit Datierung "Anno 1868" am Südgiebel.                                                                                            | 31091716 | BW   |
| Nr. 8 53° 3′ 19″ N, 10° 29′ 3″ O   | Wohn- /Wirtschaftsgebäude | Wohnwirtschaftsgebäude in Backstein mit Ziersetzungen, bossierten Ecklisenen, profilierten Fenstereinfassungen und Putzblenden auf T-förmigem Grundriss unter Satteldach in Doppelmuldenfalzziegeldeckung. Zweiachsiger Mittelrisalit, Eingangsbereich mit Bleiglasfenstern. 1903 (i). | 31091752 | BW   |
| Nr. 10a 53° 3′ 21″ N, 10° 29′ 6″ O | Wohn- /Wirtschaftsgebäude | Vierständerbau mit Backsteinausfachungen und Vorschauer unter Halbwalmdach in Hohlpfannendeckung. 1840(i). | 31091770 | BW   |

## Luttmissen

### Einzeldenkmale in Luttmissen
| Lage                              | Bezeichnung | Beschreibung | ID       | Bild |
| --------------------------------- | ----------- | --- | -------- | ---- |
| Nr. 2 53° 4′ 20″ N, 10° 25′ 47″ O | Scheune     | Langgestreckter Fachwerkbau mit Backsteinausfachung auf Feldsteinsockel unter Halbwalmdach. Außermittige Längsdurchfahrt. | 31091807 | BW   |

## Nienbüttel

### Gruppendenkmale in Nienbüttel
| Lage                            | Bezeichnung    | Beschreibung | ID       | Bild |
| ------------------------------- | -------------- | ------------ | -------- | ---- |
| Gut 53° 4′ 35″ N, 10° 27′ 26″ O | Gut Nienbüttel |              | 31080072 | BW   |

### Einzeldenkmale in Nienbüttel
| Lage                                       | Bezeichnung               | Beschreibung | ID       | Bild |
| ------------------------------------------ | ------------------------- | --- | -------- | ---- |
| Gut Nienbüttel 53° 4′ 35″ N, 10° 27′ 27″ O | Stall                     | Langgestreckter eingeschossiger Sichtbacksteinbau unter ziegelgedecktem Satteldach. Zwerchgauben mit Ladeluken unter Satteldach in beiden Dachflächen. | 31092550 | BW   |
| Gut Nienbüttel 53° 4′ 35″ N, 10° 27′ 25″ O | Stall                     | Fachwerkbau mit Backsteinausfachung unter Satteldach. Außermittige Längsdurchfahrt. Giebeldreiecke verbrettert. | 31092641 | BW   |
| Gut Nienbüttel 53° 4′ 34″ N, 10° 27′ 27″ O | Wohn- /Wirtschaftsgebäude | In der Mitte des Hofes freistehendes Fachwerk-Hallenhaus mit Vorschauer, mit Backsteinausfachung und unter Halbwalmdach. Im Kern Zweiständerbau von 1793, Wirtschaftsteil 1850 in Vierständerbauweise verlängert. | 31092616 | BW   |
| Gut Nienbüttel 53° 4′ 33″ N, 10° 27′ 27″ O | Wohnhaus                  | Zweigeschossiges Gebäude unter flach geneigtem Satteldach. Erdgeschoss in Sichtbacksteinmauerwerk mit aufgeputzter Eckquaderung auf verputztem Kellersockel, Obergeschoss in Fachwerk mit Backsteinausfachung. Traufseitige Erschließung von Osten. Mit der Traufseite an die östliche Giebelseite eines älteren Stalles angebaut. | 31092224 | BW   |
| Gut Nienbüttel 53° 4′ 33″ N, 10° 27′ 26″ O | Stall                     | Langgestreckter, anderthalbgeschossiger Sichtbacksteinbau mit Fachwerkdrempel mit Backsteinausfachung unter Satteldach mit Ziegeldeckung. Zwei Zwerchgauben mit Ladeluken unter Satteldach in der nördlichen Dachfläche. Am Ostgiebel jüngeres Wohnhaus quer angebaut.                                                             | 31092528 | BW   |
| Gut Nienbüttel 53° 4′ 33″ N, 10° 27′ 25″ O | Scheune                   | Freistehender Fachwerkbau mit Backsteinausfachung unter Satteldach. Außermittige Längsdurchfahrt. | 31092572 | BW   |

## Einzeldenkmale in Vinstedt
| Lage                             | Bezeichnung | Beschreibung | ID       | Bild           |
| -------------------------------- | ----------- | --- | -------- | -------------- |
| Nr. 2 53° 2′ 23″ N, 10° 29′ 3″ O | Wasserturm  | Rundturm aus Sichtbacksteinmauerwerk auf hohem Putzsockel unter hohlpfannengedecktem polygonalen Kegeldach mit Lüftungsgaube, Uhr und Glocke. Inschriftliche Datierung: 1911. | 31092265 | Weitere Bilder |

## Ehemalige Baudenkmale
| Lage                                                                     | Bezeichnung               | Beschreibung | ID | Bild |
| ------------------------------------------------------------------------ | ------------------------- | ------------ | -- | ---- |
| Golster Straße 9, 11, 13, 17, 19, 23, 27, 44 53° 4′ 47″ N, 10° 28′ 14″ O | Hofanlagen                |              |    | BW   |
| Hohenbünstorf Nr. 7 53° 3′ 22″ N, 10° 29′ 9″ O                           | Scheune                   |              |    | BW   |
| Oldendorf II Nr. 1 53° 5′ 1″ N, 10° 26′ 45″ O                            | Stall                     |              |    | BW   |
| Wessenstedt Nr. 5 53° 3′ 28″ N, 10° 27′ 16″ O                            | Wohn- /Wirtschaftsgebäude |              |    | BW   |
| Wessenstedt Nr. 6 53° 3′ 29″ N, 10° 27′ 20″ O                            | Hofanlage                 |              |    | BW   |